# Meptazynol
Meptazynol, meptazinol – organiczny związek chemiczny, opioidowy lek przeciwbólowy. Efekt leczniczy wywiera poprzez działanie agonistyczne na receptory μ; posiada także komponentę działania antagonistycznego, co może sprowokować objawy odstawienne u osób uzależnionych od opioidów o czysto agonistycznych właściwościach. 
Przy podaniu jednorazowym działa przeciwbólowo dziesięciokrotnie słabiej niż morfina, w terapii przewlekłej szesnastokrotnie słabiej. Nie ustalono dotąd ryzyka uzależnienia od meptazynolu. Jego działanie jest znoszone przez nalokson.